# Suc premsat en fred

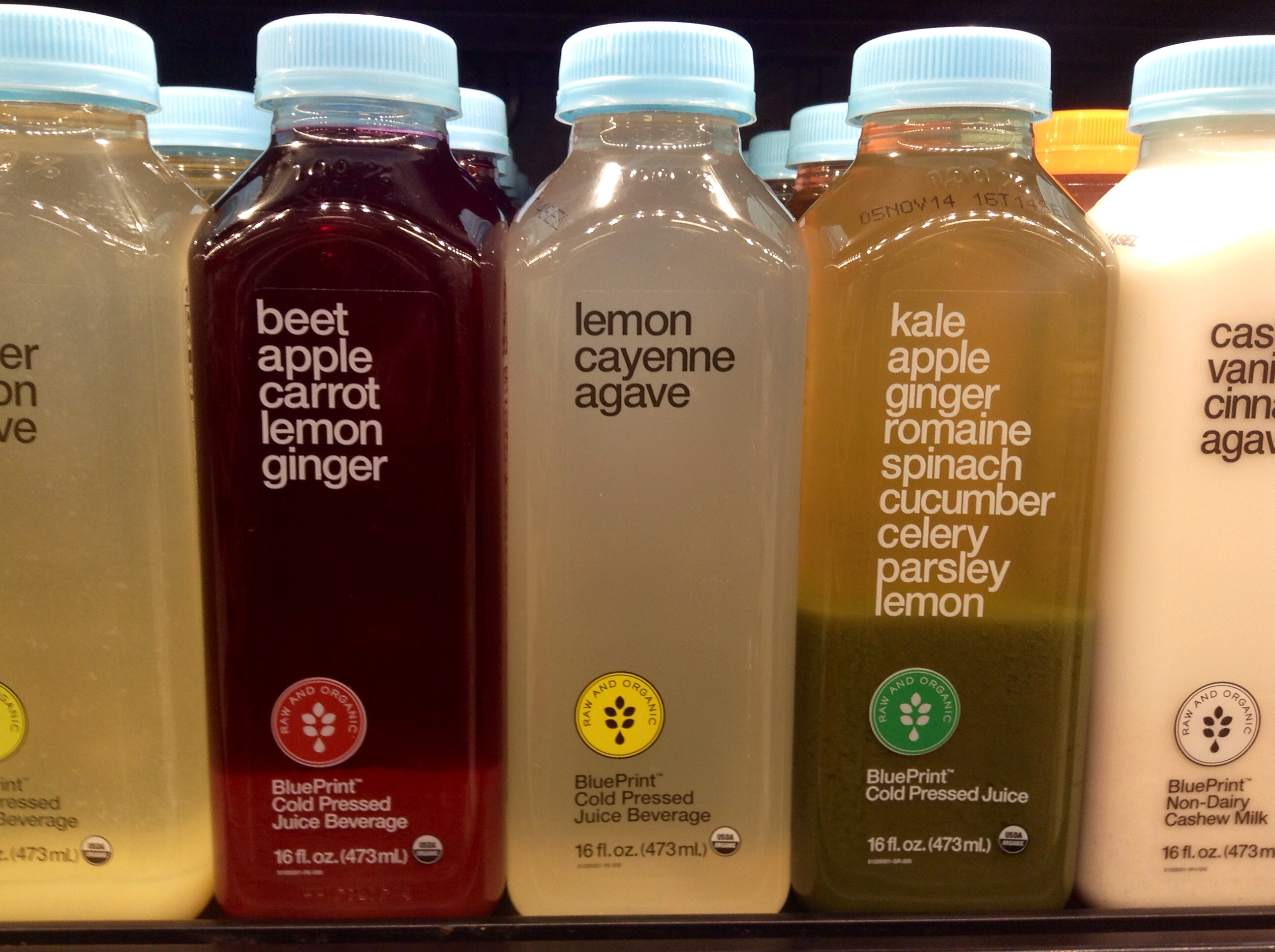
Sucs premsats en fred

El suc premsat en fred és el que s'extreu de la fruita i els vegetals mitjançant una premsa hidràulica, en contraposició a altres mètodes com el de centrifugació o barrina simple. El procés permet que, amb un òptim estat de conservació, el suc es pugui consumir en 30 dies. Aquest tipus de suc ha existit durant dècades, però va guanyar popularitat pública des de 2013. En general, s'adverteix que aquests sucs són més cars que altres tipus de sucs. Una ampolla de 453 grams costa 10 dòlars o de 340 g  12 dòlars. Els defensors del suc premsat en fred consideren que aquest tipus de suc és més fresc i conté més nutrients que els sucs pasteuritzats, tot i que encara no hi ha estudis científics que ho avalin.